# Bernd Drechsel
Bernd Drechsel (* 28. Oktober 1953 in Karl-Marx-Stadt; † 21. Januar 2017) war ein deutscher Ringer. Er war Dritter der Europameisterschaft 1975 im griechisch-römischen Stil im Bantamgewicht.

## Werdegang
Bernd Drechsel wuchs im sächsischen Thalheim auf und spielte als Kind Fußball. Da er klein und sehr leicht war, wechselte er aber schon bald zum Ringen, das ihm mit seiner Gewichtsklasseneinteilung sehr entgegenkam. In Thalheim wurde Wolfgang Bohne sein erster Trainer, von dem er, der ausschließlich im griechisch-römischen Stil rang, sehr viel lernte. Schon bald war Bernd so gut, dass er zum Ringerzentrum beim SC Motor Zella-Mehlis delegiert wurde. Mit 18 Jahren wurde er im Jahre 1971 erstmals DDR-Meister im Halbfliegengewicht (Papiergewicht) und wurde in Sofia auch schon bei der Weltmeisterschaft eingesetzt, wo er gleich den 4. Platz belegte.
Auch in den folgenden Jahren startete er regelmäßig bei den internationalen Meisterschaften, ab 1974 im Bantamgewicht. Er errang dabei stets Platzierungen unter den zehn besten Ringern. Seinen größten Erfolg feierte er bei der Europameisterschaft 1975 in Ludwigshafen am Rhein. Dort gelang es ihm mit vier Siegen die Bronzemedaille zu gewinnen. Auch bei Olympischen Spielen war Bernd dabei, nämlich 1972 in München. Im Papiergewicht unterlag er dort nach zwei Siegen gegen Ferenc Seres aus Ungarn und Gheorghe Berceanu aus Rumänien und kam auf den 7. Platz.
Zu den Olympischen Spielen 1976 und 1980 wurde Bernd nicht entsandt. Er absolvierte ein Studium an der Deutschen Hochschule für Körperkultur in Leipzig und arbeitete anschließend als Trainer in Zella-Mehlis und Albrechts.
Bernd Drechsel war aber noch lange aktiv, auch wenn er sich nicht mehr an Meisterschaften beteiligte. Nach der deutschen Wiedervereinigung rang er, obwohl er schon fast auf die 40 Jahre zuging, weiterhin schlank und drahtig, noch für den TSV Berchtesgaden in der deutschen Bundesliga.
Bernd Drechsel war ab Mai 2004 Ehrenmitglied des Ringervereins Thalheim.

## Internationale Erfolge
(OS = Olympische Spiele, WM = Weltmeisterschaft, EM = Europameisterschaft, GR = griech.-röm. Stil, Pa = Papiergewicht, Fl = Fliegengewicht, Ba = Bantamgewicht, damals bis 48 kg, 52 kg bzw. 57 kg Körpergewicht)
- 1971, 3. Platz, „Klippan“-Turnier, GR, Pa, hinter Gheorghe Berceanu, Rumänien u. Günther Maas, BRD;

- 1971, 2. Platz, „Werner-Seelenbinder“-Turnier in Berlin, GR, Pa, hinter Latak, Ungarn u. vor Mlejnek, Tschechoslowakei;

- 1971, 4. Platz, WM in Sofia, GR, Pa, mit Siegen über Sotiris Ventas, Griechenland u. Jesús Feo, Spanien u. Niederlagen gegen Hizir Sari, Türkei u. Stefan Angelow, Bulgarien;

- 1972, 1. Platz, „Werner-Seelenbinder“-Turnier in Zella-Mehlis, GR, Pa, vor Gheorghe Stoiciu, Rumänien, Svensson, Schweden u. Demjanow, UdSSR;

- 1972, 7. Platz, OS in München, GR, Pa, mit Siegen über Hizir Sari u. Wayne Holmes, USA u. Niederlagen gegen Ferenc Seres, Ungarn u. Gheorghe Berceanu;

- 1974, 7. Platz, EM in Madrid, GR, Ba, mit einem Sieg über Antonio Cruciata, Italien u. Niederlagen gegen János Szönyi, Ungarn u. Krasimir Stefanow, Bulgarien;

- 1974, 9. Platz, WM in Kattowitz, GR, Ba, mit Siegen über Josef Krysta, Tschechoslowakei u. Marin Dumitru, Rumänien u. Niederlagen gegen Brian Gust, USA u. Hans-Jürgen Veil, BRD;

- 1975, 2. Platz, Turnier in Västerås, GR, Ba, hinter Ivan Frgić, Jugoslawien u. vor Stanislaw Barej, Polen;

- 1975, 3. Platz, EM in Ludwigshafen am Rhein, GR, Ba, mit Siegen über Danny Verstraeten, Belgien, Ion Dulica, Rumänien, Ali Ladhkar, Marokko u. Lars Malmkvist, Schweden u. Niederlagen gegen Ivan Frgić u. Farchat Mustafin, UdSSR;

- 1975, 9. Platz, WM in Minsk, GR, Ba, mit einem Sieg über Hans-jürgen Veil u. Niederlagen gegen Ivan Frgić u. Józef Lipień, Polen;

- 1976, 9. Platz, EM in Leningrad, GR, Ba, mit einem Sieg über Luis Manoel Grilo, Portugal u. Niederlagen gegen Mihai Boțilă, Rumänien u. Farchat Mustafin;

- 1977, 8. Platz, EM in Bursa, GR, Ba, mit einem Sieg über Jose Maria Lopez, Spanien u. Niederlagen gegen József Doncsecz, Ungarn u. Farchat Mustafin;

- 1978, 8. Platz, EM in Oslo, GR, Fl, mit einem Sieg über Thalmann, Schweiz u. Niederlagen gegen Witold Maldachowski, Polen u. Rolf Krauß, BRD;

- 1979, 7. Platz, EM in Bukarest, GR, Fl, n. Niederlagen gegen Witold Maldachowski u. Krum Borisow, Bulgarien

## DDR-Meisterschaften
- 1971, 1. Platz, GR, Pa, vor Schäfer, SC Motor Zella-Mehlis u. Kaprol, ASK Vorwärts Rostock
- 1972, 1. Platz, GR, Pa, vor Kaprol u. Deffke, ASK Vorwärts Rostock
- 1973, 1. Platz, GR, Fl, vor Heinz Schmidt, SG Dynamo Luckenwalde u. Kaprol
- 1974, 1. Platz, GR, Ba, vor Geier, SC Leipzig u. Jäckel, SC Motor Jena
- 1976, 2. Platz, GR, Ba, hinter Petzold, ASK Vorwärts Frankfurt u. vor Norbert Zander, SG Dynamo Luckenwalde
- 1977, 1. Platz, GR, Ba, vor Petzold u. Kruse, ASK Vorwärts Frankfurt
- 1978, 1. Platz, GR, Ba, vor Finger u. Zimmermann, bde. SG Dynamo Luckenwalde
- 1979, 1. Platz, GR, Fl, vor Kruse u. Klopf, SC Motor Zella-Mehlis